# Racotis cogens
Racotis cogens är en fjärilsart som beskrevs av Louis Beethoven Prout 1929. Racotis cogens ingår i släktet Racotis och familjen mätare. Inga underarter finns listade.